# Явнель, Александр Александрович
Александр Александрович Явнель (до 1926 года Александр Исаакович; 28 февраля [13 марта] 1915, Екатеринослав, Российская империя — после 2005, Израиль) — советский астроном.

## Биография
По семейному преданию, происходил из еврейской семьи переселившийся в Российскую империю в первой половине XIX века; его прадед Самуил со своими двумя сыновьями — Юлием и Леонтием — переехали из Дании в Либаву. Сыновья получили фельдшерское образование и поселились на Украине, в Донбассе, который входил в «черту оседлости», где не было запрета на поселение евреев.
Родился 28 февраля (13 марта) 1915 года в Екатеринославе в семье бахмутского мещанина, горного техника, управляющего карьером и заводом по обжигу известняка Исаака Юльевича Явнеля (1873—1949) и Надежды Моисеевны Савранской (1879—?). Был четвёртым ребёнком в семье.
После окончания семилетки, осенью 1930 года  поступил в Горпромуч, где проходил производственное обучение, работая лаборантом в химической лаборатории по анализу угля. В 1932 году поступил на 3-й курс рабфака, но вскоре был переведен на последний, 4-й курс. Рабфак был вечерний, и днём он работал сначала учеником чертёжника, а затем помощником маркшейдера.
В 1933 году поехал получать высшее образование в Харьков, где поступил в Механико-машиностроительный институт; сдавал вступительные экзамены и учился вместе с И. М. Лифшицем. Ещё обучаясь в институте, физико-механический факультет которого окончил в мае 1938 года, с 1935 года он уже начал работать в Украинском физико-техническом институте, в лаборатории кристаллов И. В. Обреимова.
Летом 1940 года был вынужден перейти на Харьковский тракторный завод, а после начала войны — на Сталинградском тракторном заводе (до последнего дня его работы 23 августа 1942 года), а с сентября 1942 года — на заводе в Барнауле.
В 1947 поступил в аспирантуру Института астрономии и физики АН КазССР. В это время, 12 февраля, на Дальнем Востоке упал большой железный метеорит, получивший название «Сихотэ-Алинский» и темой научной работы Явнелю было предложено его спектрографическое и металлографическое исследование исследование, руководителем работы стал В. Г. Фесенков. В 1949 году сделал доклад на 1-й метеоритной конференции в Москве. В 1950 году защитил диссертацию; официальными оппонентами были член-корреспондент АН СССР Гавриил Адрианович Тихов и Антонина Ивановна Алексеева.
После защиты диссертации он был назначен старшим научным сотрудником спектральной лаборатории Института астрономии и физики, который вскоре разделился на два института: астрофизический, который возглавил В. Г. Фесенков, и физико-технический, директором которого был назначен заведующий лабораторией космических лучей Ж. С. Такибаев; спектральная лаборатория вошла в состав физико-технического института, в котором Явнель стал ещё и учёным секретарём.
С начала 1954 года — в Комитете по метеоритам АН СССР; с 1972 года был заместителем председателя комитета. В 1979—1989  годах работал в лаборатории метеоритики Института геохимии и аналитической химии им. В. И. Вернадского АН СССР.
А. А. Явнель разработал генетическую классификацию метеоритов по их составу. В качестве первичного признака классификации он выбрал химический состав, а остальные признаки (структура, минеральный состав) отнёс к вторичным. 
Дискретность химического состава метеоритов разных типов (железных, каменных…) привела его к выводу о том, что химическое фракционирование метеоритного вещества происходило в допланетной стадии на разных расстояниях от Солнца. Различное содержание летучих элементов в отдельных типах каменных метеоритов свидетельствует о том, что они образовались в разных температурных условиях; ничтожное количество марганца в металлической фазе, впервые установленное в Сихотэ-Алинском метеорите и затем, подтверждённое другими данными, указывает на дифференциацию фаз при низких давлениях. Поэтому метеориты не могли возникнуть в недрах одной гипотетической планеты Фаэтон.
Исследование распределения никеля в α- и γ-фазах железных метеоритов, впервые в Советском Союзе проведённое Явнелем методом локального рентгеноспектрального анализа, позволило восстановить термическую историю метеоритного железа. Дальнейшие расчеты показали, что оно охлаждалось со скоростью немногих градусов за миллион лет и образовалось в недрах тел астероидных размеров, имевших сотни километров в поперечнике. Результаты этих исследований были опубликованы в монографии «Химический состав метеоритов» (в соавторстве с химиками – Марианной Ивановной Дьяконовой и Верой Яковлевной Харитоновой) и составили содержание докторской диссертации: «Состав и происхождение метеоритов» (1971).
В 1989 году вышел на пенсию. В апреле 1996 года переехал в Израиль.